# Salvador Infante
Salvador Infante Meyer (n. 4 de noviembre de 1951) es un ajedrecista salvadoreño. Durante su carrera deportiva, ha conquistado cuatro títulos nacionales.
Ostenta el título de Maestro FIDE, y fue parte del equipo salvadoreño que ganó la medalla de oro de la "Contraolimpíada" de Trípoli 1976. Entre sus logros se encuentran las victorias sobre los Grandes Maestros Internacionales Joel Benjamin (1978) y James Plasket (1978); y el Maestro Internacional Joaquim Durão (1983).
Los cuatro títulos de campeón absoluto de El Salvador los alcanzó en los años 1982, 1985, 1994 y 1995. Para el mes de septiembre de 2011, tenía un Elo de 2.208.